# Октавијан Палер
Октавијан Палер (Лиса, 2. јул 1926 — Букурешт, 7. мај 2007) био је румунски књижевник, песник, новинар, есејиста, политичар у комунистичкој Румунији и активиста цивилног друштва у Румунији после 1989. године.